# Wojciech Siemieński
Wojciech Siemieński (Siemiński) herbu Dąbrowa (zm. 7 grudnia 1763 roku) – referendarz wielki koronny 1750–1763, marszałek sejmu zwyczajnego 1748 i marszałek starej laski sejmu nadzwyczajnego 1750 (sejm zerwano), marszałek Trybunału Głównego Koronnego w 1762 roku, starosta dębowiecki.
Był posłem na sejm 1740 roku,  1748 roku i sejm nadzwyczajny 1750 roku z ziemi lwowskiej. Poseł na sejm 1752 roku z ziemi halickiej. Jako poseł na sejm nadzwyczajny  1761 roku z ziemi lwowskiej 29 kwietnia 1761 roku zerwał sejm nadzwyczajny. Deputat ziemi lwowskiej na Trybunał Główny Koronny w 1762 roku.
18 stycznia 1754 roku podpisał we Lwowie manifest przeciwko podziałowi Ordynacji Ostrogskiej.

## Odznaczenia
- Orderem Orła Białego (1758).